# 리사 스밋
리사 스밋(Lisa Smit, 1993년 10월 26일 ~ )은 네덜란드의 배우이다.

## 출연 작품
- 레드배드 (2018)
- 케누 (2014)
- 퀠렌 데스 레벤스 (2013)
- 레나 (2011)
- 쇼킹 블루 (2010)
- 투 아이즈 (2010)
- TBS (2008)
- 그리젤버스 (2005)